# Squamanita granulifera
Squamanita granulifera är en svampart som beskrevs av Bas & Læssøe 1999. Squamanita granulifera ingår i släktet Squamanita och familjen Tricholomataceae.   Inga underarter finns listade i Catalogue of Life.